# 天地明察
『天地明察』（てんちめいさつ）は、冲方丁による日本の時代小説。『野性時代』（角川書店）にて、2009年1月号から7月号まで連載、2009年11月30日に角川書店より刊行された。江戸時代前期の囲碁棋士で天文暦学者の安井算哲（渋川春海）の生涯を描く。第31回吉川英治文学新人賞、2010年本屋大賞受賞作。第143回直木三十五賞候補作。
2012年に映画化された。

## 受賞歴
- 第31回吉川英治文学新人賞[1]
- 2010年本屋大賞[1]
- 第7回北東文芸賞[2]
- 第4回舟橋聖一文学賞[3]
- 第4回大学読書人大賞

## 書誌情報
- 天地明察（2009年11月30日、角川書店、ISBN 978-4-04-874013-5）
- 天地明察（上）（2012年5月18日、角川文庫、ISBN 978-4-04-100318-3）
- 天地明察（下）（2012年5月18日、角川文庫、ISBN 978-4-04-100292-6）

## 漫画
槇えびし作画で『月刊アフタヌーン』にて2011年6月号から2015年12月号まで連載された。

### 書誌情報（漫画）
- 冲方丁（原作）・槇えびし（作画） 『天地明察』 講談社〈アフタヌーンKC〉、全9巻

1. 2011年9月23日発行、ISBN 978-4-06-310778-4
2. 2012年3月23日発行、ISBN 978-4-06-387814-1
3. 2012年8月23日発行、ISBN 978-4-06-387836-3
4. 2013年3月22日発行、ISBN 978-4-06-387874-5
5. 2013年9月20日発行、ISBN 978-4-06-387920-9
6. 2014年3月20日発行、ISBN 978-4-06-387966-7
7. 2014年10月23日発行、ISBN 978-4-06-388002-1
8. 2015年5月22日発行、ISBN 978-4-06-388057-1
9. 2015年12月22日発行、ISBN 978-4-06-388105-9

## 映画
監督は滝田洋二郎で、2012年9月15日公開。主演はV6の岡田准一。岡田は以前ラジオ番組で冲方と対談したことがあり、そのときに原作を読んでいた。
映画の内容は、山崎闇斎が、改暦作業に渋川春海の後見として積極的な役割を果たし、反対派の襲撃を受けて死亡するなど、原作・史実と異なる点があり、このことはエンディングロールのあとで断られている。
吉岡里帆は当時京都市在住の一般の高校生だったが、本作にエキストラで参加したことをきっかけに女優の道を進むこととなった。

### 映画版あらすじ
まだコペルニクスの地動説が知られていなかった時代の日本に、天体の運行を観察し日本独自の正しい暦を作り出そうと試みた一人の男がいた。
時は江戸。4代将軍徳川家綱の治世。一介の棋士（囲碁）ながら会津藩主にして将軍後見役保科正之に目を掛けられる安井算哲（後の渋川春海）は天文・数学にも深い興味を示す好奇心旺盛な男。上覧碁（将軍の前で碁を打つ）を翌日に控えた算哲は会津江戸藩邸の屋根に登り星を眺めていた。親しい会津藩士安藤有益から金王八幡宮に新たな和算の設問が奉納されたと聞いた算哲は居ても立ってもいられず、翌日早朝に参詣する。そこで早速問題に取りかかろうとするのを掃除をしていたえんという若い女性に見咎められる。登城の刻限が迫り、算哲は急いで神社を飛び出すが大事な棋譜を忘れてしまう。算哲が慌てて取りに戻ると棋譜に気づいたえんが持っていた。ふと設問の書かれた絵馬に目をやると算哲が解こうとした設問には全て答えが記され、新たな設問が奉納されていた。このとき算哲は、えんの目の前で一瞥しただけで解いた人物、関孝和の事を知る。
遅刻して登城した算哲は対戦相手となる旧知の本因坊道策から真剣碁を持ちかけられる。かねてから将軍に碁の本当の面白さを伝えたいと考えていた二人はそれぞれの師からあらかじめ指示されていた打ち筋を外れ、算哲は初手天元（碁盤の中央）という奇手を打つ。このことで立ち会いの幕臣たちは色めき立つが家綱は面白いと承知。道策と算哲の真剣な対局に家綱は身を乗り出して観戦していたが蝕（日蝕。古来凶兆の前触れとして忌まれた）が発生したとの報告が入り、城中の儀式は全て取りやめとなり、算哲と道策の勝負も水入りとなってしまう。それぞれの師にこっぴどく叱られる二人だったが、算哲は正之に呼び出される。正之は初手天元の真意を尋ねた後、「半月後から日本各地で北極星の位置を確認せよ」（北極出地）という命令を与える。その遂行に当たって刀を下賜される。つまりは武士として職務に当たれという命令であり、これは幕府の正式な事業であった。
関孝和に会いたいと考えた算哲は手がかりとなる村瀬塾という和算塾を訪ねるが、そこでえんと思いがけぬ再会を果たす。塾長・村瀬義益の妹だというえん。義益が関の書いた本を見せると算哲は食事も忘れて夢中になる。算哲は関に挑戦するため関の難問を解いた上、自身の設問を掲げる。算哲は関から解答があったら預かって欲しいとえんに頼む。算哲とえんは互いにほのかな恋心を抱くのだった。一方、道策は師の制裁で公開の場での対局を禁じられていた。算哲が公務を果たした暁には封じ手とした上覧碁の続きを対局することを約束する。
北極出地の一行は雪の舞い散る中、江戸を出立する。気のいい上役の建部伝内、伊藤重孝に気に入られた算哲は小田原での観測において二人が歩測と方角を元にした計算から角度を割り出し競っていることを知らされ、この競争に参加することになる。熱田での観測において算哲は完璧な解答を出して建部、伊藤を驚かせる。幼少期から高名な山崎闇斎に師事して北極星を観察してきた算哲はそのことを語り、算術については独学で学んだと語る一方で関の本を二人に差し出す。すると建部、伊藤共に夢中になり、関に弟子入りしたいと言い出す。その発想はなかったと算哲は語り、関の設問を解き、自らの設問を置いてきたと語る。だが、算哲の設問を二人が計算したところ答えが無数に存在する「誤問」だと指摘され、算哲は酷く恥じ入り落ち込み。そのことをえんに手紙で伝える。だが、設問を見た関は美しいと賞賛していた。出地一行が宿泊まりをしていると小者の弥吉が月が欠けている（月食）と知らせる。だが、あらゆる暦を確認してもその日の月食について予見したものはなかった。建部と伊藤は日本国内のすべての暦の元となっているのは800年前の唐から伝わった宣明暦であり、年月を経てズレが生じているのだと指摘する。だが、暦の変更（改暦）については朝廷が拒み続けていたのだった。
北極出地は過酷を極め、行程には大幅な遅れが生じる。そして旅の最中、年配の建部は健康を害してしまう。病床にて建部は天の理を解き明かし我が二腕にて抱いて三途の川を渡るという大望を語る。出地一行と銚子で落ち合う約束していた建部だが身罷ってしまう。算哲は建部の遺志を継ぐことを誓う。
ようやく北極出地を終え、設問を手に村瀬塾を訪ねた算哲だったがえんは既に嫁いでしまっていた。藩邸にいた算哲は水戸光圀に呼び出される。北極出地について語った算哲は暦のズレが2日にもなろうとしていることを報告する。光圀は朝廷の公家衆が既得利権のために暦を独占していると語る。だが、公家の中にも算哲の同門で闇斎を師とする土御門泰福のようにそれで良いと思っていない者もいた。
正之に呼び出された算哲は正之の悲願である改暦について光圀、建部、伊藤、安藤そして恩師・闇斎からの推挙により責任者に任じられる。「天を相手に真剣勝負を見せよ」という正之の言葉に算哲は「御意」と答えるのだった。こうして幕府の威信をかけた一大事業が始まる。だが、暦を巡る戦いは熾烈を極め、算哲は幾度となく苦境に立たされるのだった。
これは江戸初期に実在した暦の改革者・安井算哲、和算を完成させた不遇の算術家・関孝和、史上最強の棋士・本因坊道策という「知の巨人」と言うべき男たちと、江戸幕府の黎明期を支えた保科正之、水戸光圀といった偉大な名君たちの物語である。

### 登場人物とキャスト
※実在の人物に関してはリンク先を参照。ここでは簡単に人となりだけを記す。
- 安井算哲（渋川春海） - 岡田准一（V6）
主人公。博識にして探究心、好奇心の強い男。人柄は謙虚。囲碁は得意だがあまり好きではない。正之の命令で士分となるが、刀を置き忘れてしまうほど自覚に乏しい。天文には詳しいが魚の名前には無頓着。苦心の末に『大和暦』（貞享暦）への改暦に成功する。作中は安井算哲を通し、本作では改暦の功をもって渋川春海と改名したとされる。妻えんとは同日に他界したとされる。本作での言及はないが、この人物は二世安井算哲。実父は初代安井算哲。実弟は三世安井算知。
- えん - 宮崎あおい
武家嫌いで縁談を断り続けた美女。あまりにも断りすぎていたせいで金王八幡宮に行儀見習いに出されてしまい、そこで算哲と知り合った。家の事情で嫁いだものの離縁。算哲に半年、3年と待たされた末に再嫁した。
- 村瀬義益 - 佐藤隆太
和算の私塾を構える温和で気のいいえんの兄。算哲の人柄を気に入り、妹の婿にしても良いと考えている。その後も算哲の理解者として支える。
- 関孝和 - 市川猿之助[注 1]
長屋で貧乏暮らしをしながら和算の研究に没頭する孤高の算術家。後世の評価が嘘のように恵まれず報われない暮らしぶりをしている。存在は冒頭から示唆されているが算哲と対面を果たすのは劇中終盤。無役ながらプライドは高く、幕府に買われる算哲に対しては愛憎入り交じった複雑な心情を吐露する。
- 水戸光圀 - 中井貴一
2代水戸藩主。珍しい物好きで学問にも理解がある名君。『水戸黄門漫遊記』があまりにも有名でそのイメージが強いが大日本史の編纂に心血を注いだ勤王の士。水戸藩の勤王の士風は彼が確立したと言っても良い。若い頃は辻斬りをしていたこともあって血の気の多い人物。算哲の良き理解者の一人。

会津藩保科家
- 保科正之 - 松本幸四郎
2代将軍秀忠の庶子で家光の異母弟。初代会津藩主。通称は「会津中将」。徳川連枝ながら養家への恩義から終生「保科姓」を名乗り続ける[注 2]。兄、家光の死後も家綱の後見役として江戸幕府黎明期を支えた名君。ことに神田上水を整備し、江戸の治水には多大な成果を残した。彼の遺訓[注 3]が会津藩の佐幕の士風を確立した。算哲にとっては光圀と並ぶ、理解者であり最大の支援者。
- 安藤有益 - 渡辺大
会津藩士。正之の忠臣。算哲とは馴染みでなにかと世話を焼く。観測所が襲撃された際には獅子奮迅の働きを見せる。
- 山崎闇斎 - 白井晃
当代随一の天文学者で神道家。垂加神道の提唱者。大役を請け負った愛弟子を支援する。本作中では襲撃者から算哲を庇い亡くなる。

北極出地隊
- 建部伝内 - 笹野高史
北極出地隊隊長。向学心が強く気の良い老人。下記の平助を拾って育てるなど奇特な人物。若い算哲の才を見出して側に置き、北極出地を旅するが過酷な旅で健康を損ねて離脱。再会と合流を約束するも、無念の病死を遂げる。その死は算哲に大きな影響を与える。
- 伊藤重孝 - 岸部一徳
相役の建部とは仲が良い反面、良きライバルでもある。建部の離脱後は出地隊を率いる。銚子にて建部の死を算哲に伝える。
- 平助 - 武藤敬司
無口で怪力が自慢の男。建部に拾われ育てられた恩義から、甲斐甲斐しく支える。建部の死後は算哲の改暦事業に協力する。
- 弥吉 - 徳井優
口が軽くお調子者の小者。北極出地が縁となり、平助同様に算哲を支える。

幕府
- 四代将軍家綱 - 染谷将太
家光の嫡子。幼少にして将軍職を継承し、治政の前半期は由井正雪の乱など不穏な事態も発生するが後見役の正之が主導した外様大名への配慮策を容れ、武断政治から文治政治への大転換を成し遂げた隠れた名君。父の遺臣とその後も相次いで登壇した優秀な人材に支えられ、幕府の安定に貢献する。だが男子には恵まれず、将軍家直系の血筋は彼の代で絶える。
- 酒井忠清 - 片岡弘鳳
家康譜代の忠臣酒井忠世の孫。家光が家綱に遺した「寛永の遺臣」の一人。後の大老。家綱を傀儡に権勢を恣にした「下馬将軍」として悪名名高いが、本作ではそうした描写はない。
- 堀田正俊 - 矢島健一
後の大老。前述の忠清とは家綱の死後対立し、綱吉を擁立する。だが生類憐れみの令を巡って謀殺されたともされる人物であるが、本作ではそうした描写はない。
- 稲葉正則 - 浅見小四郎
春日局と稲葉正成の孫。家綱の治政を支えた幕閣の一人。

朝廷
- 宮栖川友麿 - 市川染五郎
陰陽頭。算哲と幕府が行おうとする改暦事業を快く思わず様々な妨害工作を試みる。算哲が『大和暦』を上奏すると明の『大統暦』の採用を上奏し、闇に葬ろうとするなど、本作中では悪辣とした姿が描かれる。当時暦家賀茂氏を継承していた幸徳井家の当主で陰陽頭であった幸徳井友傳をモデルにしていると思われる。架空の登場人物。
- 大黒松太夫 - 小須田康人
本作では友麿に迎合する公家衆として登場。史実上の人物。
- 土御門泰福 - 笠原秀幸
安倍晴明の末裔であり、天文家安倍氏土御門家の当主。春海と同じく山崎闇斎の門下生であり、改暦推進派。本作では朝廷内で孤立するも算哲を支持、協力して『大和暦』(貞享暦)への改暦を上奏する。

囲碁関係
- 本因坊道策 - 横山裕（関ジャニ∞）
江戸初期の天才的碁士。師・道悦の後継者ではないが当代最強を謳われる算哲のライバル。幕末の本因坊秀策と並び「史上最強の棋士」として名を挙げる者が多い。先番無敗（先手の黒石を握ったら負けたことがない）という伝説を打ち立てる。算哲との棋譜も多く遺している。
- 本因坊道悦 - 尾藤イサオ
道策の師。上覧碁での道策・算哲の真剣碁を諫めるが、後に算知と囲碁日本最強の座を賭けて六十番勝負を戦う。さらに道策からも挑まれる。
- 安井算知 - きたろう
通称「名人算知」。算哲の師匠筋。前述の道悦の師本因坊算悦と六番勝負を戦い引き分けた。これが争碁の始まり。その後、第三世名人となり、これを不服とした本因坊道悦と六十番勝負を争う。実際には初代安井算哲が嫡子幼少のため養子とした安井算知に名跡を継がせたが、後に初代算哲の実子である二世安井算哲（本作の主人公）、三世安井算知（算哲の実弟）が台頭した。つまり、算哲とは直接の師弟関係はない。

- 他 - 青木健、城戸裕次、小柳友貴美、竹嶋康成、掛田誠、寿大聡、松本幸太郎、松本錦弥、松本錦一、町野あかり、大八木凱斗 ほか
- ナレーション - 真田広之

### スタッフ
- 監督 - 滝田洋二郎
- 原作 - 冲方丁
- 脚本 - 滝田洋二郎、加藤正人
- 音楽 - 久石譲
- 撮影 - 浜田毅
- 照明 - 安藤清人
- 録音 - 小野寺修
- 美術 - 部谷京子
- 編集 - 上野聡一
- タイトル題字 - 啓華（小川啓華）
- 天文監修 - 相馬充、冨田良雄
- 暦監修 - 岡田芳朗
- 歴史監修 - 山本博文
- 和算監修 - 佐藤健一
- ラボ - IMAGICA
- プロデューサー - 井上文雄、榎望、岡田有正
- 協力プロデューサー - 渡井敏久
- 製作 - 椎名保、秋元一孝、岩原貞雄、藤島ジュリーK.
- 企画 - 池田宏之、関根真吾、濱名一哉
- エグゼクティブプロデューサー - 井上伸一郎
- 制作プロダクション - 角川映画、松竹撮影所
- 配給 - 角川映画、松竹
- 製作 - 『天地明察』製作委員会（角川書店、松竹、TBSテレビ、ジェイ・ストーム、毎日放送、中部日本放送、RKB毎日放送、WOWOW、北海道放送、朝日新聞社、毎日新聞社、ジェイアール東日本企画、テレビユー福島、ラジオ福島、福島民報社）

### 受賞歴
- 第67回毎日映画コンクール 美術賞 - 部谷京子[6][7]

### テレビ放送
| 回数 | テレビ局 | 番組名（放送枠名） | 放送日       | 放送時間      | 放送分数 | 視聴率 |
| ---- | -------- | ------------------ | ------------ | ------------- | -------- | ------ |
| 1    | TBS      | 新春映画特別企画   | 2016年1月3日 | 24:35 - 27:35 | 180分    | 3.0%   |

- 視聴率はビデオリサーチ調べ、関東地区・世帯・リアルタイム。

## オーディオドラマ
2015年7月17日、オーディオブック配信サイト「FeBe」にて配信開始。

### キャスト（オーディオドラマ）
- 安井算哲（渋川春海） - 羽多野渉
- えん - 柚木涼香
- 関孝和 - 三木眞一郎
- 保科正之 - 玄田哲章
- 建部昌明 - 秋元羊介
- 伊藤重孝：小形満
- 村瀬義益：土田大
- 本因坊道策：斉藤壮馬
- 酒井忠清：ふくまつ進紗
- 水戸光国：ケン・サンダース
- 山崎闇斎：福沢良一
- 安藤有益：金光宣明
- こと：森谷里美
- 土御門泰福：三宅貴大
- 井上正利：藤井隼
- 堀田正俊：若林佑
- 島田貞継：堀総士郎
- ナレーション：上柳昌彦
- 安井算知 - 冲方丁